# Babi (ägyptische Mythologie)
Babi, auch Baba und Bebon genannt, ist ein dämonischer Gott der altägyptischen Mythologie. Er war der Gott der sexuellen Begierde und ein sprichwörtliches „Schandmaul“.

## Darstellung
Bis ins späte Alte Reich wurde Babi nicht dargestellt, sondern nur bei seinem Namen genannt. Ab dem Neuen Reich erschien er gemäß dem Kanon der altägyptischen Reliefkunst als athletisch-schlanker Mann in schreitender Pose im Lendenschurz mit dem Kopf eines Mantelpavians. Er konnte aber auch gänzlich paviangestaltig erscheinen. Sein Fell konnte dann weiß oder schwarz sein, sein Gesicht war scharlachrot und Hieroglyphentexte beschreiben ihn mit scharlachrotem Gesäß. In vielen zoomorphen Darstellungen erscheint Babi mit erigiertem Penis, was auf seine Rolle als Dämon der sexuellen Begierde und Lüsternheit verweisen soll.

## Mythologie

### Allgemeine Rolle
Babi war der Gott (bzw. Dämon) der Nacht und des Beischlafes, aber auch der sexuellen Begierde, Lüsternheit und Wollust. Er war der Schutzpatron der Paviane, der Tierbändiger und der Nachtwächter. Er war der „Verzehrer der Eingeweide der Ältesten“, der die Überreste jener verschlang, die zuvor im Jenseits zur Strafe für ihr sündiges Leben von Ammit zerfleischt worden waren. Babi galt besonders in späterer Zeit auch als sprichwörtliches Schandmaul, das über Andere gerne lästerte und üble Gerüchte (bis hin zum Rufmord) verbreitete. Bei Streitigkeiten war Babi immer ganz vorne mit dabei, um dann mit schnippischen Kommentaren Öl ins Feuer zu gießen. Er galt auch gewissermaßen als Petze und schwärzte seine Opfer gern vor dem Großen Göttlichen Gericht an.

### In den Pyramidentexten
Babi findet bereits erstmalig in den Pyramidentexten des Königs Unas (letzter Herrscher der 5. Dynastie) Erwähnung, allerdings nur ein Mal. In den Texten der Könige Teti II. und Pepi II. wird er zunehmend häufiger genannt. In allen Texten wird seine mythologische Rolle im Pantheon recht widersprüchlich beschrieben. So wünscht zum Beispiel der verstorbene König noch, wie Babi zu sein, um sich in den kühlen Schatten der Nacht vor den sengenden Chamsin des Seth zu verbergen und schützen. Er bittet Babi auch darum, die dämonischen Feuer an den Toren ins Jenseits zu löschen, damit er und die ihn begleitenden Götter schadlos passieren können. Der Paviangott wird hier auch als „Stier der Paviane“ bezeichnet, wohl, um seine Rolle als deren Schutzpatron und Anführer zu beschreiben. Babi und sein Gefolge vertreiben mit ihrem Gebrüll und aggressiven Gehabe gefährliche Schlangendämonen und diese Eigenart wünscht der verstorbene König nun für sich selbst, indem er symbolisch zu Babi wird.
Die Pyramidentexte stellen Babi aber auch als Bedrohung für den König selbst dar. So heißt es unter anderem, dass Babi dem nicht minder ambivalenten und launischen Gott Seth assistiere und den verstorbenen König mit seinem Speichel bedrohe. Anspucken galt im Alten Ägypten in der Tat auch im realen Leben als Beleidigung und Körperverletzung, das Bespucken eines Verstorbenen und dessen Andenken als schwerwiegendes Vergehen. Mit diesen mythologischen Schilderungen sollte der Pharao wohl vor Schmähungen seines Andenkens und posthumer Rufschädigung bewahrt werden. Weitere Textpassagen beschreiben, wie Babi mit seinem erigierten Glied eines der Tore ins Jenseits verriegelt. Damit soll die Lüsternheit dieses Dämons hervorgehoben werden, vor selbiger soll sich der verstorbene König hüten, weil sie im Diesseits wie im Jenseits als Sünde gilt.

### In den Totenbüchern
Babi nahm auch eine bedeutende, wenngleich negative Rolle beim sogenannten Totengericht ein. Er gehörte gemäß dem Amduat und dem Buch der Pforten zu den 72 Dämonen der Anklage, die dem höchsten Richter Osiris alle Verfehlungen und Sünden des Verstorbenen vortrugen. Dabei konnte es laut den Texten hoch hergehen, weil Babi und seine Mitkläger gern dazwischenquatschten und den Angeklagten zu unterbrechen suchten. Bei der Zeremonie des Wiegens des Herzens in der Halle der zwei Wahrheiten wurde das Herz des Verstorbenen gegen die heilige Feder der Maat gewogen. War das Herz des Verstorbenen schwerer als die Feder der Maat, galt der Verstorbene als „sündig“ und damit schuldig. Babi sorgte dafür, dass Ammit die Seelen der der Schuldigen verschlang. Er selbst verzehrte anschließend die Eingeweide der Verurteilten. Damit wird symbolisch auf den Verwesungsprozess von Leichnamen verwiesen, vor dem die alten Ägypter sich so sehr fürchteten und den sie mittels Mumifizierung zu umgehen suchten.

### Babi und Thot
Im Papyrus Jumilhac wird auf einen mythologischen Streitkonflikt zwischen den Gottheiten Thot und Babi eingegangen. Babi, der in der Geschichte als roter Hund mit gelben Augen beschrieben wird, bezichtigt Thot, vor der Anwesenheit der Neunheit und dem Sonnengottes Re, des Diebstahles. Die Neunheit weist die Anklage von Babi zurück, da sie den Diebstahl nicht bezeugen können. Als Babi erneut Gerüchte über Thot erzählt, bestreicht Thoth den Penis des schlafenden Babi mit seiner Schreibbinse und legt einen Zauberspruch auf ihn, der den Penis beim Geschlechtsverkehr anschwellen lassen soll, sodass sich Babi nicht aus eigener Kraft aus der Scheide seiner Partnerin befreien würde können. Als Babi dann mit einem nicht näher benannten Weibchen schlief, schwoll sein Penis an und er konnte sich nicht mehr aus ihr lösen. Daraufhin beruft Thoth die große und kleine Neunheit ein und spottet über die heraushängenden Hoden des Babi. Re bekennt Babi als schuldig, wobei es im Kontext der Geschichte nicht klar ist, welches Verbrechen Babi konkret zur Last gelegt wird. Als Strafe wird Babi Thoth übergeben, welcher ihn auf einem Schlachtblock hinrichtet, wodurch der Papyrus die Tradition des Hinrichtens eines Hundes zu ehren Thots herleitet.
Möglich wäre, dass es sich bei Babis Tat um eine Vergewaltigung, einen Ehebruch oder auch nur ein hedonistisches sexuelles Ausleben handeln könnte. Die Partnerin des Babi wird als „mnt“ bezeichnet, was sich einfach zu „Jemand“ übersetzen lassen könnte und somit ein Indiz dafür sein könnte, dass die Identität der Partnerin unwichtig für die Geschichte ist. Alternativ könnte die Bezeichnung „mnt“ auch bewusst gewählt sein um die Identität dieser Göttin zu verschleiern, da die alten Ägypter dem geschriebenen Wort Macht beimaßen, weshalb Verbrechen gegen Götter, wie etwa der Mord an Osiris, umschrieben wurden. In einer Passage im Tempel von Edfu soll ein Spruch bewirken, dass Babi keine sexuelle Viralität mit einer Göttin haben soll, die paradoxerweise sowohl als „Gottesgehmalin“, als auch als Frau beschrieben wird, die keine sexuelle Beziehungen zu anderen Göttern und Männern hat. Der Titel der Gottesgehmalin ist eine Bezeichnungen für Priesterinnen, aber auch für Göttinnen, die mit dem Sonnenauge des Res assoziiert wurden. Möglicherweise könnte es sich bei einem Mythos aus dem Mythological Manual of the Delta, in der eine Göttin von Seth gefesselt und vergewaltigt wird während sie ihn festhält und dabei die Flucht des Täters verhindert, um eine Variation desselben Mythosmotivs handeln.

### Babi und Horus
Im Papyrus Genf lässt sich ein Abschnitt finden, der Babi erneut mit Hunden assoziiert: In einer kurzen mythologischen Episode wird beschrieben, wie die Göttin Isis ihren Sohn Horus ermahnt sich von Babi fernzuhalten, als dieser mit 77 Hunden durch das Land zieht. Als Horus dann doch von den Hunden des Babi in den Unterschenkel gebissen wird, rät Isis ihm die Verletzung mit sieben S3ryw, eine unbekannte Pflanzenart, zu bestreichen, die zuvor in Krügen gelagert wurden, dessen Oberseite zum Sonnenlicht standen. Der Text soll eine Anleitung für die Heilung von Hundebissen sein, indem der Patient mit dem verletzten Horus identifiziert wird. Um die Wunde zu heilen, werden sodann eben Früchte, die das Gift aufnehmen sollen, erst in sieben Wassergefäße getaucht und dann an dem Hundebiss entlanggerieben Diese Stücke werden in ein Tuch gegeben und in der Wüste begraben. Die Früchte werden dem Hund vorgeworfen, der daraufhin ausgesteckt liegt, d. h. verendet, während der Patient Horus wieder geheilt ist.